# Dlaczego moja córka?
Dlaczego moja córka? (ang. Moment of Truth: Why My Daughter?) – amerykański dramat filmowy w reżyserii Chucka Bowmana.

## Opis fabuły
Akcja rozgrywa się w latach 80. XX wieku. Prostytutka, Diana Moffitt zostaje zamordowana przez swojego chłopaka, po jej śmierci Gayle Moffit usiłuje znaleźć zabójcę swojej córki. Matka dokonuje miażdżącego odkrycia, w jaki sposób prawo postrzega prostytutki, niestety policja nie chce jej wierzyć z powodu braku dowodów.

## Obsada
- Linda Gray – Gayle Moffitt
- Jamie Luner – Diana Moffitt
- James Eckhouse – Sergeant Jack Powell
- Alanna Ubach – April
- Antonio Sabato Jr. – A.J. Treece
- Joseph Burke – Harry Moffitt
- Louis A. Lotorto – Paul Moffitt
- Lisa Sigell – Laurie
- Michael Lucas – Brian
- Jan Burrell – Susan Talgo
- Kevin Quigley – Charlie
- Andrea White – Randi
- J.R. Knotts – Frank Nelson
- Vana O'Brien – Judge Turkell
- Jodi Taylor – Doris Gilmore

i inni